# Mike Saofaiga Foai
Mike Saofaiga Foai (* 12. Januar 1991 im Vaiala) ist ein samoanischer Fußballspieler, der seit 2011 beim Kiwi FC unter Vertrag steht.

## Karriere
Saofaiga wuchs in Vaiala auf. Derzeit spielt er für frn Verein Kiwi FC. Zudem nahm er an den OFC Champions League 2016 teil. Er wurde für die Samoanische Fußballnationalmannschaftfür den Fußball-Ozeanienmeisterschaft 2016 ausgewählt. Juni 2019 wurde er in den Kader für die Pazifikspiele 2019 berufen. Bisher absolvierte er 10 Länderspiele.